# Color Me, Barbra
Color Me, Barbra, realizado en 1966, es el segundo especial de Barbra Streisand para la televisión.
Después del enorme éxito de My Name is Barbra y una vez liberada, el 26 de diciembre de 1965, del compromiso de Funny Girl , Streisand empezó a trabajar rápidamente en su segundo especial para la televisión, por primera vez en color y, apropiadamente, titulado Color Me, Barbra.
El concepto del programa era el mismo que su antecesor: tres actos, tres minutos de palabras y todo el resto, música. 
En enero de 1966, el equipo obtuvo el permiso del Philadelphia’s Museum of Art para grabar de madrugada el primer acto. Hasta allí desplazaron una novísima unidad móvil en color con tres cámaras de las cuales dos se estropearon nada más empezar. En cuestión de pocas horas tuvieron que rehacer todo el plan de trabajo para adaptarlo a una sola cámara.
Al cabo de unos días el estudio de la CBS se había transformado en un circo. La grabación del número resultó ser una pesadilla: de cenas de animales estaban nerviosos, un pingüino murió por el exceso de calor, un león se escapó de su jaula, la cría de elefante no paraba de barritar, etc, etc,. Mientras, Barbra, aprendía a lanzarse con un trapecio y a saltar en una cama elástica.
Por último, el concierto fue grabado en el CBS Broadcast Center de la 57th Street de Nueva York. Los miembros del club de fanes de Streisand fueron invitados como audiencia. No contenta con el resultado de algunas canciones, Barbra las grabó sin audiencia y eso afectaba la calidad de sonido entre unas y otras. La frenética agenda de Barbra como la del estudio no permitían hacer otro concierto. Así, se organizó una proyección en el Ed Sullivan Theater, donde se grabó la reacción del público añadiendo, posteriormente, este sonido a las actuaciones en solitario de Streisand.

## Créditos
- Emitido en CBS el 30 de marzo de 1966
- Dirigido por: Dwight Hemion
- Productor ejecutivo: Martin Erlichman
- Producido por: Joe Layton y Dwight Hemion
- Productor asociado: Willard Levitas
- Concebido y coreografiado por: Joe Layton
- Música arreglada y dirigida por: Peter Matz
- Diseño de decorados: Tom John
- Monólogo: Robert Emmett
- Diseño de animación de cabecera: Elinor Bunin
- Peluquería: Frederick Glaser
- Vestuario: Ray Diffen

## Programa de canciones
- Primer acto
  - Draw Me A Circle
  - Yesterdays
  - One Kiss
  - The Minute Waltz
  - Gotta Move
  - Non C’est Rien
  - Where or When
- Segundo acto
  - Monólogo
  - Animal Crackers in My Soup
  - Medley del circo: Funny Face; That Face; They Didn't Believe Me; Were Thine That Special Face; I've Grown Accustomed to Her Face; Let's Face the Music and Dance; Sam, You Made the Pants Too Long; What's New Pussycat?; Who's Afraid of the Big, Bad Wolf?; Small World; Try to Remember; Spring Again
  - Have I Stayed Too Long at the Fair?
  - Look at That Face
- Tercer acto (concierto)
  - Any Place I Hang My Hat is Home
  - It Had to be You
  - C’est Si Bon
  - Where Am I Going?
  - Starting Here, Starting Now

## Lista de temas
1. "Yesterdays" (Otto Harbach, Jerome Kern) – 3:05
2. "One Kiss" (Oscar Hammerstein II, Sigmund Romberg) – 2:11
3. "The Minute Waltz" (Lan O'Kun) – 1:59
4. "Gotta Move" (Peter Matz) – 2:01
5. "Non C'est Rien" (Michel Jourdan, Armand Canfora, Joseph Basile) – 3:27
6. "Where or When" (Lorenz Hart, Richard Rodgers) – 3:06
7. Medley – 9:00
  1. "Animal Crackers in My Soup"
  2. "Funny Face"
  3. "That Face"
  4. "They Didn't Believe Me"
  5. "Were Thine That Special Face"
  6. "I've Grown Accustomed to Her Face"
  7. "Let's Face the Music and Dance"
  8. "Sam, You Made the Pants Too Long"
  9. "What's New Pussycat?"
  10. "Small World"
  11. "I Love You"
  12. "I Stayed Too Long At The Fair"
  13. "Look at That Face"
8. "C'est Si Bon (It's So Good)" (Jerry Seelan, Andre Hornez, Henri Betti) – 3:40
9. "Where Am I Going?" (Dorothy Fields, Cy Coleman) – 2:50
10. "Starting Here, Starting Now" (Richard Maltby, Jr., David Shire) – 2:53

## Créditos del álbum
- Publicado en marzo de 1966
- Producido por Robert Mersey
- Arreglado y dirigido por Don Costa, Michel Legrand, Peter Matz, y Robert Mersey
- Dibujo de portada: Elinor Bunin
- Fotografía de contraportada: Peter Oliver

## Premios

### Emmy Awards 1966
| Año  | Premio                                                                                            | Resultado  |
| ---- | ------------------------------------------------------------------------------------------------- | ---------- |
| 1966 | Emmy a la Mejor Iluminación por Color Me, Barbra: Robert Barry                                    | Nominación |
| 1966 | Emmy a la Mejor Dirección de Programa Musical o de Variedades por Color Me, Barbra: Dwight Hemion | Nominación |
| 1966 | Emmy a la Mejor Decoración y Dirección Artística por Color Me, Barbra: Bill Harp y Tom John       | Nominación |
| 1966 | Emmy al Mejor Programa Musical por Color Me, Barbra                                               | Nominación |

### Grammy1966
| Categoría                     | Álbum            | Nombre           | Resultado  |
| ----------------------------- | ---------------- | ---------------- | ---------- |
| Mejor Interpretación Femenina | Color Me, Barbra | Barbra Streisand | Nominación |
| Álbum del Año                 | Color Me, Barbra |                  | Nominación |

## Lista de ventas
| \| US Billboard Pop Albums Chart (1966) \| \| \| ------------------------------------ \| --- \| \| Posición más alta \| 3 \| \| Semanas en lista \| 36 \| \| Certificación \| ORO \| |     |
| US Billboard Pop Albums Chart (1966) |     |
| Posición más alta | 3   |
| Semanas en lista | 36  |
| Certificación | ORO |